# 保土ヶ谷インターチェンジ
保土ヶ谷インターチェンジ（ほどがやインターチェンジ）は、神奈川県横浜市の保土ケ谷区岡沢町から神奈川区三ツ沢西町にかかる、第三京浜道路のインターチェンジである。
本項では、保土ヶ谷インターチェンジ関連施設と常盤台出口（ときわだいでぐち）についても併記する。

## 名称について
保土ヶ谷インターチェンジ周辺の道路は、国道1号横浜新道の一般道路が開通して以来いくつもの道路が建設され、それらを接続するランプなどが複雑に絡んでいることや、インターチェンジ等の定義（インターチェンジも参照）などにより名称がわかりにくくなっている。
一般には本項で扱う施設を総称して「保土ヶ谷インターチェンジ」と呼ばれるが、正式名称は異なる。
- 第三京浜道路と国道1号横浜新道一般道路や、神奈川県道13号横浜生田線と、ランプで接続している保土ヶ谷インターチェンジである。
- 第三京浜道路と首都高速神奈川2号三ツ沢線や横浜新道との連絡路（三ツ沢ジャンクションを除く）の接続、横浜新道の有料道路と一般道路や横浜新道連絡路の接続は、互いに本線車道の接続となるため、特に名称は持たない。
- 三ツ沢ジャンクションは、自動車専用道路である第三京浜道路と首都高速神奈川2号三ツ沢線が接続し、横新連絡路にランプで接続しているのでジャンクションとされる。なお、横浜新道および連絡路は自動車専用道路ではない。
- 横浜新道との連絡路は、国道466号第三京浜道路の支線である。

## 歴史

### 変遷
1959年（昭和34年）開通の有料道路横浜新道が、それまでの行政道路（横浜新道の一般道路区間と横浜市道常盤台和田町線）に接続する保土ケ谷を起点として開通するが、当初、この保土ヶ谷の起点は平面接続の交差点であった。
1965年（昭和40年）に第三京浜道路が開通し「保土ヶ谷インターチェンジ」も供用開始されるが、神奈川県道13号横浜生田線との接続（三ッ沢出入口）は平面接続の交差点であり、第三京浜道路と有料道路横浜新道とは接続がされず、横浜新道の一般道路との接続（岡沢出入口）となる。しかし、交通量の増加に伴い横浜新道の一般道路区間が激しく混雑するに至ったため、1968年（昭和43年）に第三京浜と横浜新道の「連絡路」を新設、横浜新道保土ヶ谷起点の箇所を立体交差にする。
1978年（昭和53年）に首都高速神奈川2号三ツ沢線が全線開通し、第三京浜道路と接続する。
1985年（昭和60年）に横浜新道と首都高速神奈川2号三ツ沢線とを連絡する「三ツ沢ジャンクション」を新設するが、保土ヶ谷インター三ッ沢入口から第三京浜道路本線へ向かう車両と首都高速神奈川2号三ツ沢線から横浜新道へ向かう車両とが交差する問題があり危険なため、それを解消する首都高速神奈川2号三ツ沢線三ツ沢ジャンクションを改良し、連絡路に直接接続するランプを設置、1993年（平成5年）に供用開始する。
横浜新道改築に伴い、保土ヶ谷の有料道路起点と常盤台出口の改良が行われ、1996年（平成8年）に完成する。（横浜新道#保土ヶ谷トンネルも参照）

### 年表
- 1959年（昭和34年）10月28日 : 有料道路横浜新道開通により、一般道路との接続箇所である、保土ヶ谷起点の供用開始
- 1965年（昭和40年）12月19日 : 第三京浜道路が保土ヶ谷インターチェンジまで開通し、保土ヶ谷インターチェンジ供用開始
- 1968年（昭和43年）7月5日 : 第三京浜道路と横浜新道との連絡路が開通
- 1978年（昭和53年）3月7日 : 第三京浜道路と首都高速神奈川2号三ツ沢線の接続・供用開始
- 1978年（昭和54年）2月13日 : 料金所事務所に強盗が入り30万円が奪われる[5]
- 1985年（昭和60年）4月1日 : 三ツ沢ジャンクションの供用開始
- 1993年（平成5年）3月1日 : 首都高速神奈川2号三ツ沢線三ツ沢ジャンクション改良（ランプ）が開通
- 1996年（平成8年）7月31日 : 横浜新道改築完了に伴い、保土ヶ谷起点付近・常盤台出口の改築も完了

## 接続する道路
三ツ沢ジャンクション
- E83第三京浜道路
- E83横浜新道
- 首都高速神奈川2号三ツ沢線

保土ヶ谷インターチェンジ岡沢出入口
- 国道1号（横浜新道（一般道路））

保土ヶ谷インターチェンジ三ッ沢出入口
- 神奈川県道13号横浜生田線〈新横浜通り〉

有料道路横浜新道保土ヶ谷起点
- 国道1号（横浜新道（一般道路））

常盤台出口
- 国道1号（横浜新道（側道））
- 横浜市道常盤台和田町線

## 周辺
- 三ツ沢上町駅
- 三ツ沢公園
- 横浜国立大学
- 横浜市立市民病院

## 隣
E83 第三京浜道路
(6) 羽沢IC - 保土ヶ谷TB - 保土ヶ谷PA（下り線のみ） - (7) 保土ヶ谷IC - 首都高速神奈川2号三ツ沢線
E83 横浜新道
(7) 保土ヶ谷IC（三ツ沢JCT） - (8) 常盤台出口 - (9) 峰岡出口 - (10) 星川入口
首都高速神奈川2号三ツ沢線
(251) 横浜駅西口出入口 - (253) 三ツ沢出入口 - 三ツ沢JCT - 第三京浜道路

## ギャラリー

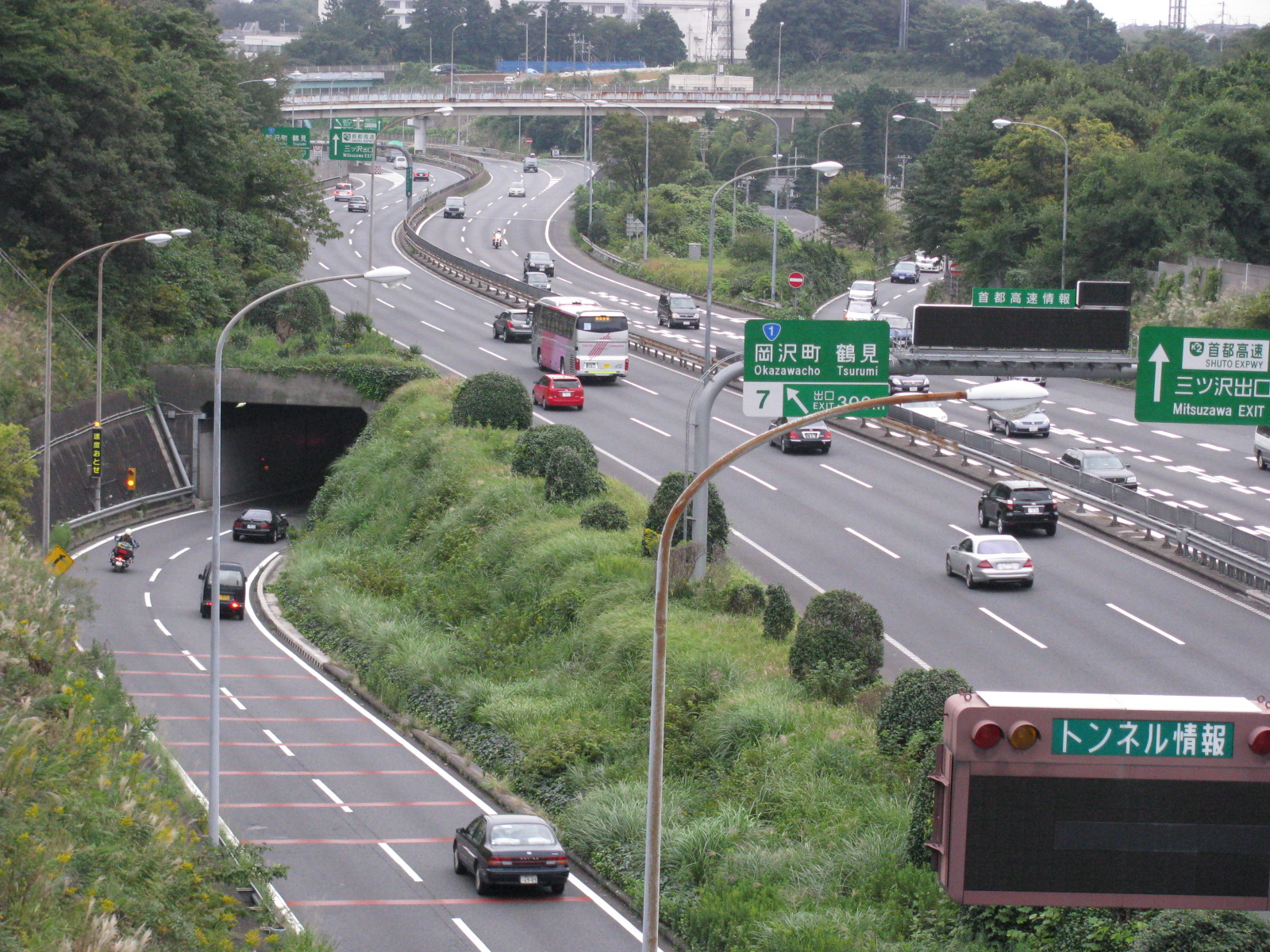
第三京浜道路と連絡路
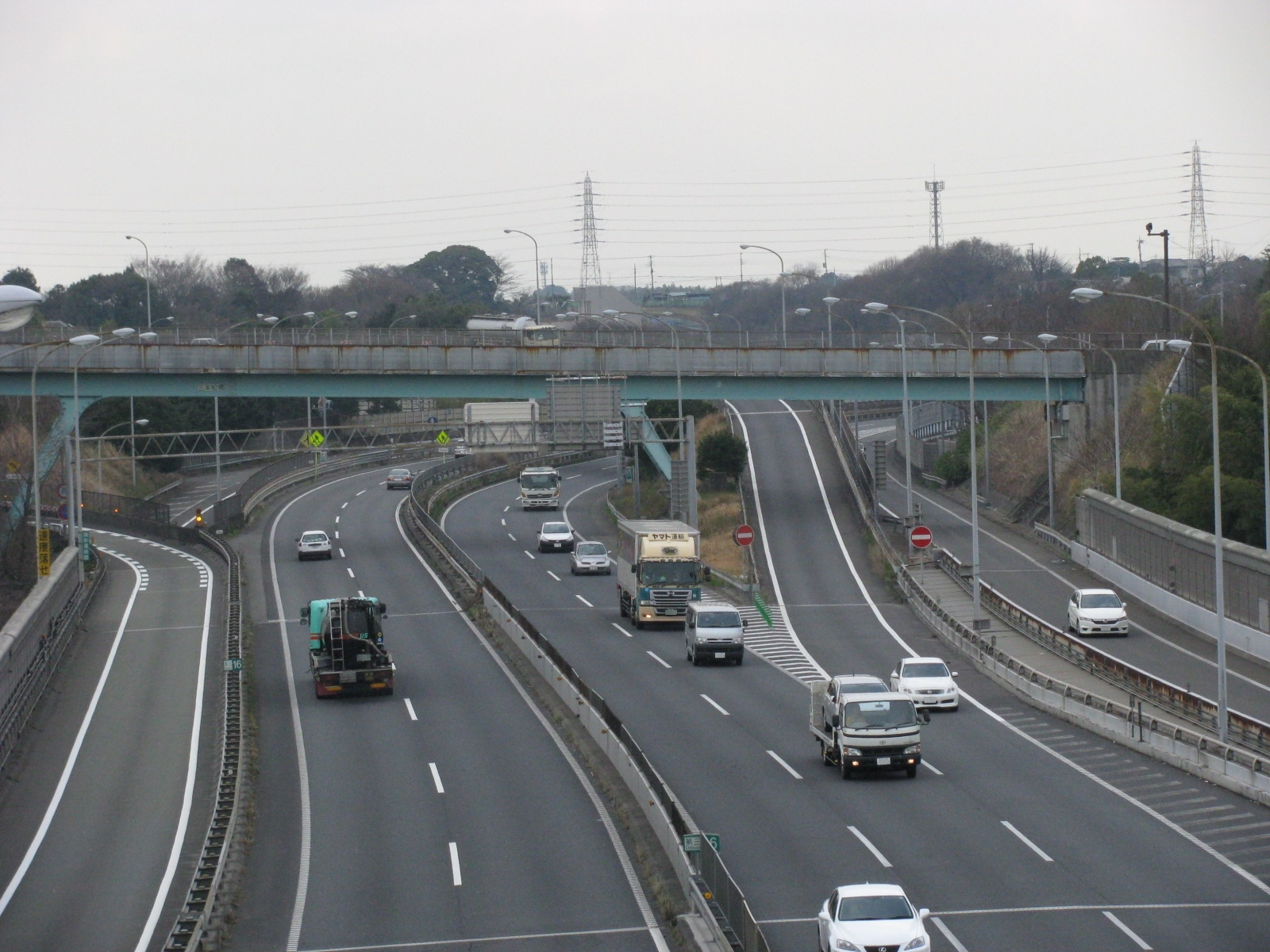
岡沢橋から第三京浜上り方向を望む
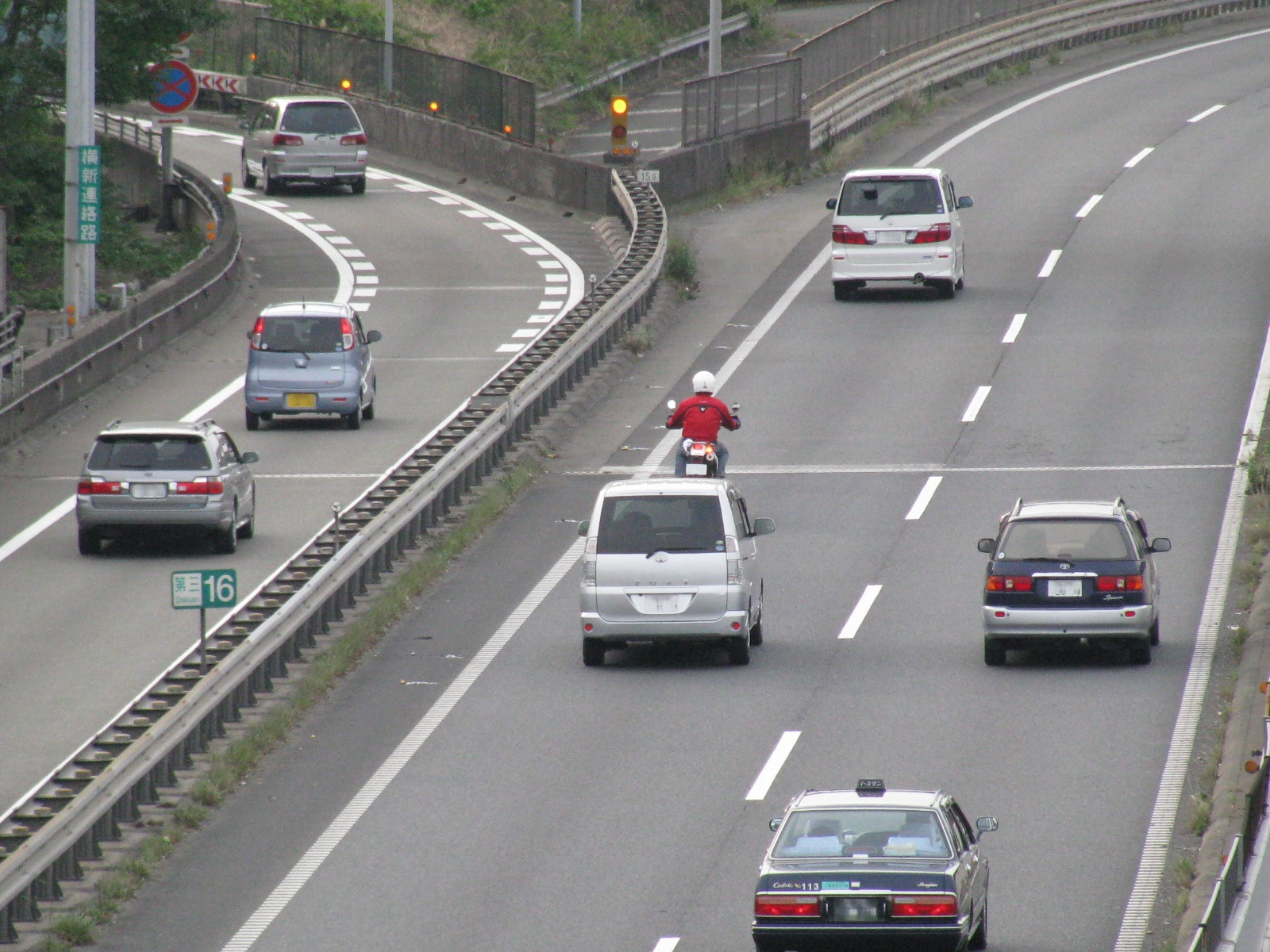
三ツ沢JCT 以前はここが分岐で分離帯は無かった
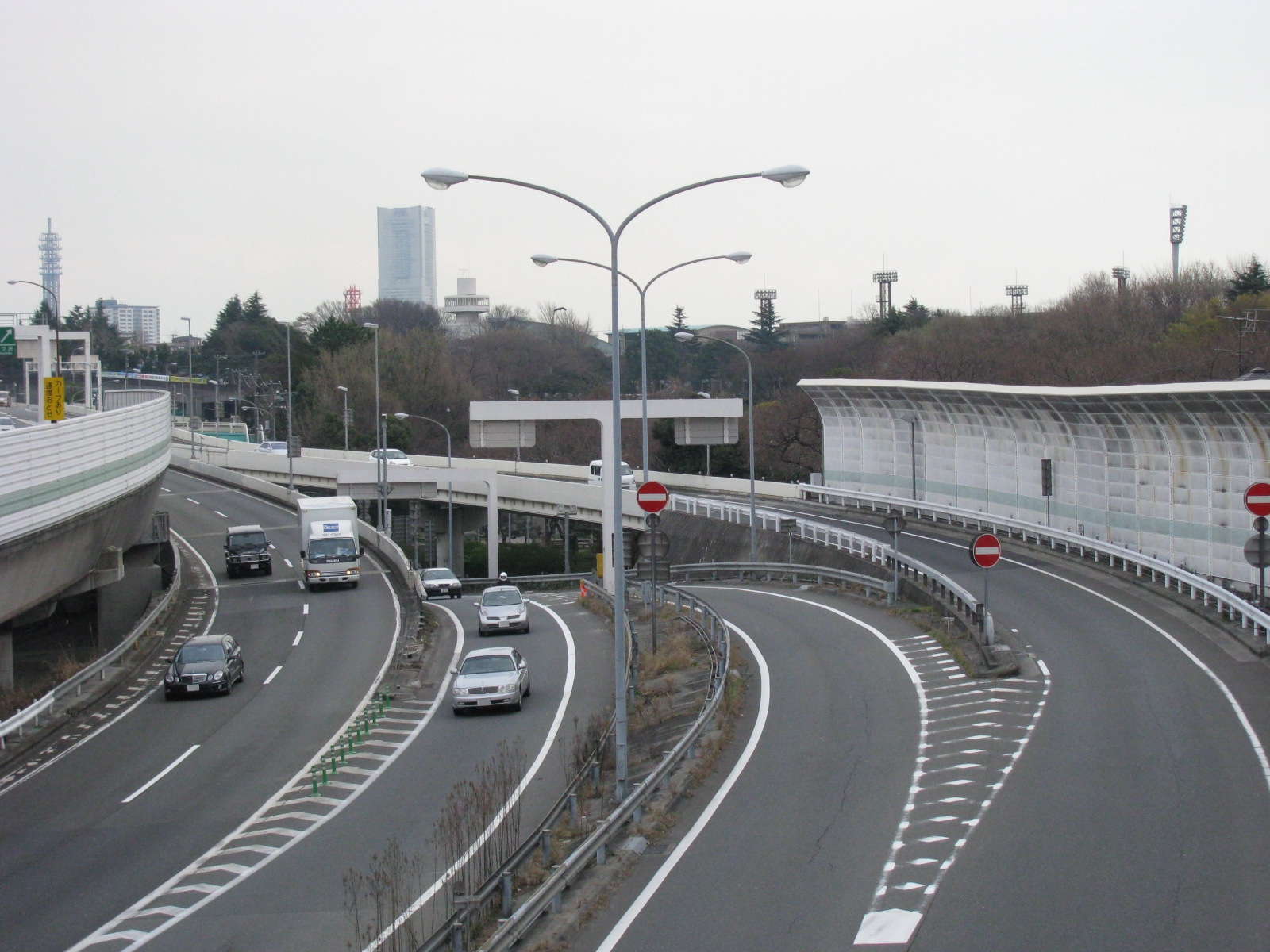
岡沢橋から三ツ沢入口を望む
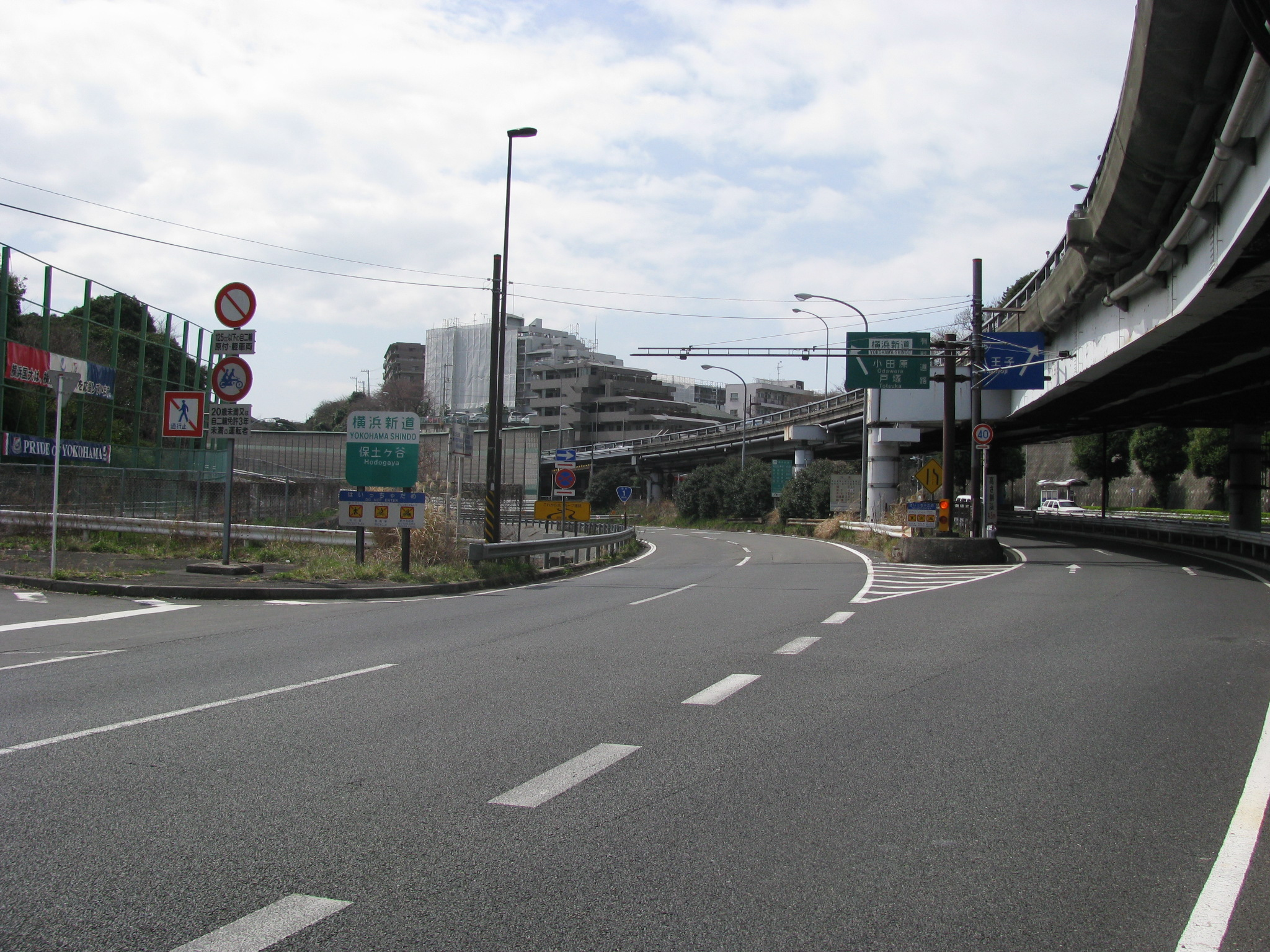
横浜新道有料区間の起点
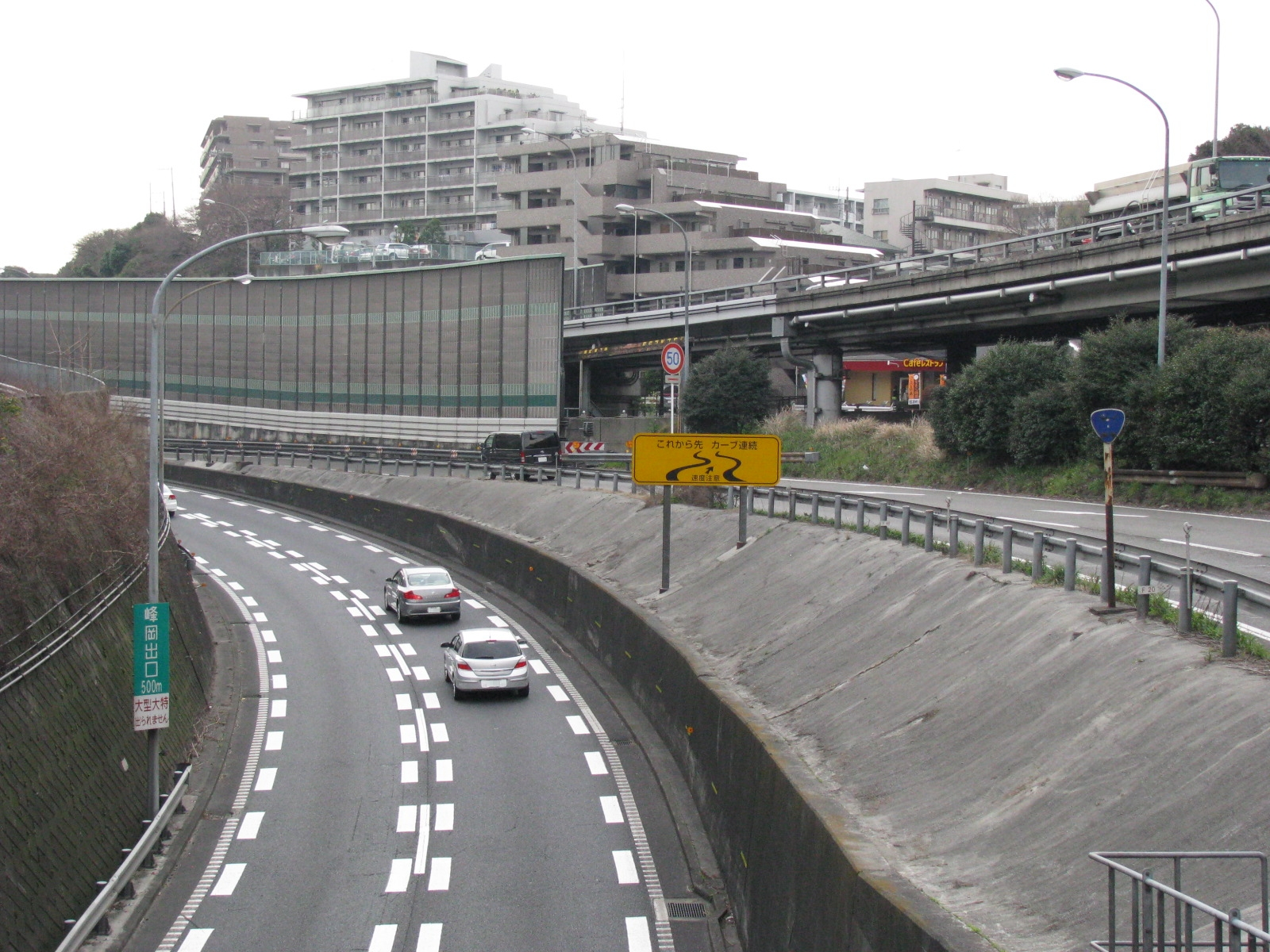
連絡路と国道1号本線
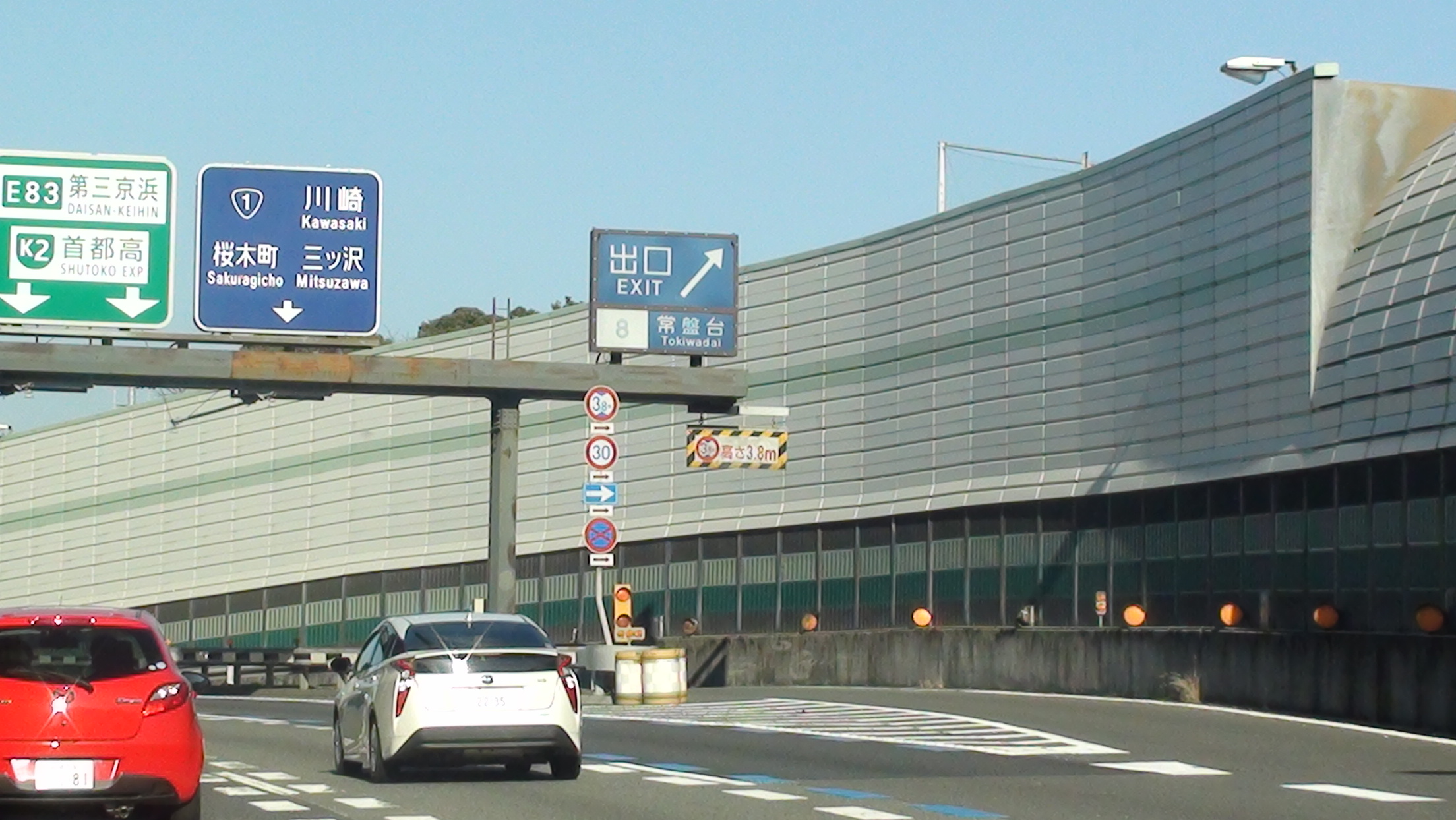
常盤台出口の標識